# سمور جنگلی
سمور جنگلی یا سمور کاج اروپایی (نام علمی: Martes martes) نام یک گونه از سرده سمورها است. سمور جنگلی حیوانی همه‌چیزخوار و بومی اروپا و آسیای غربی است و جثه‌ای به اندازه گربه دارد.

## مشخصات جسمی
طول بدن این جانور حدود نیم متر است و یک دم پرپوش به طول ۲۵ سانتیمتر دارد. وزن آن‌ها به‌طور میانگین یک‌ونیم کیلوگرم است و نرها کمی بزرگتر از ماده‌ها هستند. خز آن‌ها معمولاً به رنگ قهوه‌ای است و در زمستان بلندتر و نرمتر می‌شود.
سمور جنگلی در اسارت تا ۱۸ سال هم عمر کرده اما در حیات وحش معمولاً بیشتر از هشت تا ده سال عمر نمی‌کنند. آن‌ها در دو یا سه سالگی به بلوغ جنسی می‌رسند. دوره بارداری ایشان هفت ماه است و در بهار یک تا پنج بچه سمور به دنیا می‌آیند و در شش ماهگی به استقلال کامل می‌رسند.

## بوم‌شناسی
زیستگاه این جانور جنگل‌های پردرخت است. لانه خود را در شکاف درختان یا زمین زیر بوته‌ها بنا می‌کنند و جانوری قلمروطلب هستند. سمور جنگلی تنها سموری است که می‌تواند پنجه‌هایش را جمع کند و این قابلیت بیشتری برای بالارفتن از درخت و پریدن از شاخه‌ای به شاخه دیگر به او می‌بخشد به طوری که آن‌ها می‌توانند مسافت‌های چندین متری را از شاخه‌ای به شاخه دیگر بپرند. با این وجود سرعت آن‌ها بر روی زمین هم خوب است.
فعالیت سمور جنگلی مثل بقیه راسویان بیشتر در شبها و در تاریک روشنایی صبح و غروب است. گوش‌های کوچک گرد و بسیار حساس و دندان‌های تیز این جانور باعث شده تا شکارچی ماهر پستانداران و پرندگان کوچک، حشرات، قورباغه‌ها باشد. البته آن‌ها از میوه‌ها و دانه‌ها، تخم پرندگان و عسل و لاشه هم تغذیه می‌کنند. انفرادی زندگی می‌کنند و برخلاف سمور سنگی از مناطق مسکونی دوری می‌کنند.

## تهدیدها
سمور جنگلی گاهی شکار عقاب طلایی و روباه می‌شود اما انسان‌ها مهم‌ترین دشمن آن‌ها هستند که برای استفاده از پوستشان آن‌ها را شکار می‌کنند. گاهی هم آن‌ها بدلیل دستبرد زدن به ماکیان یا استفاده از ساختمان‌های مسکونی برای لانه‌سازی جان خود را از دست می‌بازند. از بین رفتن جنگل‌ها نیز خطر دیگری است که آن‌ها را تهدید می‌کنند. این عوامل باعث کاهش قابل توجه جمعیت این جانوران شده اما این کاهش در حدی نیست که آن‌ها در زمره جانوران در معرض تهدید طبقه‌بندی شوند.

## در ایران
تنها گزارش‌های مستند از مشاهده این جانور در ایران به یک گزارش قدیمی از استان گلستان و یک گزارش در سال ۸۸ از منطقه گشت رودخان و سیامزگی شهرستان فومن مربوط می‌شود. اطلاعاتی هم مبنی بر وجود آن در ارتفاعات جنوب شهرستان تنکابن وجود دارد.

## در بریتانیا
جمعیت این جانور در سال‌های اخیر در اسکاتلند افزایش قابل توجهی پیدا کرده‌است. برخی از آن‌ها دیگر از انسان نمی‌ترسند و برای غذا گرفتن به انسان نزدیک می‌شوند و به ویژه علاقه زیادی به کره و مربا دارند. تصور می‌شد آن‌ها در انگلستان منقرض شده باشند اما در سال ۲۰۱۰ پس از چندین دهه دیده شده‌اند. دو سال بعد در ولز نیز برای اولین بار پس از سال ۱۹۷۱ شواهد حضور آن‌ها پیدا شد.
این جانور در بریتانیا و ایرلند مسئول کنترل جمعیت گونه مهاجم سنجاب خاکستری محسوب می‌شود. محدوده زندگی سمورهای جنگلی به هر منطقه‌ای که رسیده به کاهش فوری جمعیت سنجاب‌های خاکستری در آن منطقه منجر شده‌است. تصور می‌شود که چون سنجاب‌های خاکستری در مقایسه با سنجاب قرمز که گونه بومی بریتانیاست زمان بیشتری را بر روی زمین می‌گذرانند احتمال بسیار بیشتری دارد که شکار سمور جنگلی شوند.